# Le Sserafim
Le Sserafim (/ləsɛrəfɪm/ luh SERR-uh-fim; Koreaans: 르세라핌; RR: Reuserapim; MR: Lŭserap'im; Japans: ル・セラフィム, Hepburn: Ru Serafimu; gestileerd in hoofdletters) is een Zuid-Koreaanse meidengroep gevormd door Source Music. De groep bestaat uit vijf leden: Sakura, Kim Chae-won, Huh Yun-jin, Kazuha en Hong Eun-chae. Oorspronkelijk bestond de groep uit zes leden, maar Kim Ga-ram vertrok op 20 juli 2022 na de beëindiging van haar exclusieve contract.

## Naam
De naam van de groep, Le Sserafim, is een anagram van "I'm Fearless". Het verwijst tevens naar de hemelse wezens met zes vleugels, serafijnen.

## Geschiedenis

### Pre-debuutactiviteiten
Voordat de groep debuteerde was Sakura lid van de Japanse meidengroep HKT48. Samen met Kim Chae-won en Huh Yun-jin nam ze ook deel aan de realitywedstrijdserie Produce 48 in 2018. Yunjin eindigde op de 26e plaats en werd uitgeschakeld in aflevering 11. Sakura en Chaewon eindigden respectievelijk op de tweede en tiende plaats en werden opgenomen in de definitieve line-up van de projectmeidengroep Iz*One van de show. Ze bleven daarvan lid tot de opheffing van de groep in april 2021.
Voordat Kazuha bij de groep kwam, volgde ze een opleiding tot professionele ballerina aan de Nationale Balletacademie in Nederland. Daar zou ze in 2021 persoonlijk gescout zijn door Bang Si-hyuk, CEO van Hybe. Kazuha bezocht eerder ook de Bolsjojacademie in Moskou, Rusland en de Royal Ballet School in het Verenigd Koninkrijk. Ze noemde de Zuid-Koreaanse meidengroep Blackpink als inspiratiebron voor de overgang van ballet naar K-pop.
Hong Eun-chae deed eerder auditie voor JYP Entertainment en Pledis Entertainment voordat ze in 2021 bij Source Music terechtkwam.

### 2022:Fearless, het vertrek van Kim Ga-ram enAntifragile
Op 14 maart kondigde Source Music aan dat ze een nieuwe meidengroep zouden lanceren, met Miyawaki Sakura en Kim Chae-won als de eerste leden. Op 21 maart bevestigde Hybe dat de groep in mei officieel zou debuteren. De leden werden bekendgemaakt in zes teasers "The First Moment of Le Sserafim" van 4 april tot 9 april. Op 13 april kondigde Source Music aan dat Le Sserafim op 2 mei hun eerste extended play (ep) Fearless zou uitbrengen. Pre-orders voor de ep overschreden 270.000 exemplaren in zeven dagen en 380.000 exemplaren in zestien dagen. Op de dag van de release verkocht Fearless meer dan 175.000 exemplaren. Op 10 mei, acht dagen na hun debuut, behaalde de groep hun eerste winst bij een muziekshow op SBS MTV's The Show.
Voorafgaand aan het debuut van de groep werd Kim Ga-ram onderwerp van controverse. Ze werd beschuldigd van het pesten van andere leerlingen op haar middelbare school en van roken en drinken als minderjarige. Hybe Corporation ontkende de beschuldigingen en beweerde dat Kim hier het slachtoffer was en niet de dader van pesten. Ze zeiden dat ze juridische stappen zouden ondernemen tegen degenen die valse geruchten verspreidden. Kim werd niet uit de debuutopstelling verwijderd. Op 20 mei brachten Hybe Corporation en Source Music een gezamenlijke verklaring naar buiten over de beschuldigingen van pesten van Kim Ga-ram, waarin ze aankondigden dat ze een pauze zou nemen vanwege de lopende onderzoeken en dat Le Sserafim tijdelijk door zou gaan als vijftal. Op 20 juli maakten de bedrijven bekend dat Kim Ga-ram de groep zou verlaten en dat haar contract was beëindigd, waarna Le Sserafim verderging als een groep met vijf leden.
Le Sserafim bracht op 17 oktober hun tweede ep uit, Antifragile. Het markeerde hun eerste release met vijf leden, na het vertrek van Kim Ga-ram. Het album bereikte nummer 14 in de Billboard 200, waarmee Le Sserafim de snelste K-pop meidengroep was die debuteerde op de hitlijst. Op 24 november bracht Hybe een webtoon uit via het platform Webtoon, getiteld Crimson Heart, gebaseerd op de boodschap van de groep om "zonder angst vooruit te gaan".

### 2023: Japans debuut enUnforgiven
Op 25 januari 2023 maakte Le Sserafim hun debuut in Japan met de release van de Japanse single Fearless. Het bevatte Japanse versies van "Fearless" en "Blue Flame", samen met een origineel Japans nummer, "Choices". Op 1 mei brachten ze hun eerste studioalbum, Unforgiven, uit.

### 2024-heden:Easy en Crazy
Op 22 januari 2024 werd aangekondigd dat Le Sserafim op 19 februari hun derde ep Easy zou uitbrengen. De Engelse versies voor de gelijknamige eerste single en "Smart" werden respectievelijk op 23 februari en 22 maart uitgebracht.Op 30 augustus bracht Le Sserafim hun mini album "Crazy" uit.

## Leden
- Sakura (사쿠라)
- Kim Chae-won (김채원)
- Huh Yun-jin (허윤진)
- Kazuha (카즈하)
- Hong Eun-chae (홍은채)

### Voormalig
- Kim Ga-ram (김가람) (tot 2022)

## Discografie

### Albums
- Fearless (2022)
- Antifragile (2022)
- Unforgiven (2023)
- Easy (2024)
- Crazy (2024)

### Singles
| Titel                                                | Jaar |
| ---------------------------------------------------- | ---- |
| Fearless                                             | 2022 |
| Antifragile                                          | 2022 |
| Impurities                                           | 2022 |
| Fearless (Japanse versie)                            | 2023 |
| Unforgiven (ft. Nile Rodgers)                        | 2023 |
| Eve, Psyche & The Bluebeard's Wife                   | 2023 |
| Unforgiven (Japanse versie, ft. Nile Rodgers en Ado) | 2023 |
| Perfect Night                                        | 2023 |
| Easy                                                 | 2024 |
| Smart                                                | 2024 |